# Керол Лі
Керол Лі, a.k.a. Скарлотська блудниця (англ. Carol Leigh; 11 січня 1951, Нью-Йорк — 16 листопада 2022, Сан-Франциско, Каліфорнія) ― американська художниця, авторка, режисерка, колишня повія і активістка за права людей у проституції. Їй приписують впровадження терміну «секс-робота»,  в даний час вона очолює Фестиваль кіно та мистецтв секс-працівників, а також є директоркою BAYSWAN, Мережі адвокації повій у районі Бей.

## Біографія
Народилася у Нью-Йорку, а виросла в Джексон-Хайтс, штат Квінз. Пізніше відвідувала Бінгемтонський університет (1968-70), Емпайр-Стейт-коледж (1972-74), де здобула ступінь бакалавра  з творчих робіт та Бостонський університет (1974-75).
У 1977 році Лі переїхала до Сан-Франциско і зайнялася проституцією. Через два роки у борделі її зґвалтували двоє чоловіків. Вона не повідомляла в поліцію, побоюючись закриття закладу. Лі описує зґвалтування як вирішальний момент у її житті та те, що спонукало її зайнятися активізмом.
Лі приєдналася до COYOTE, а через Коаліцію з проституції координувала проєкт виїзної роботи для вуличних повій у Сан-Франциско.
У 1983 році Лі написала сатиричну п'єсу «Червона блудниця», яку вона виконала на Національному фестивалі жіночого театру цього року в Санта-Крус. З тих пір вона виступала в п'єсах у клубах, театрах, на мітингах та в рамках туру Sex Workers Art Show.
Під час кризи СНІДу на початку 1980-х Лі була прихильницею безпечного сексу, але виступала проти обов'язкового тестування на ВІЛ. Лі вирішила залишити Сан-Франциско, де ВІЛ переважав над думками всіх, і вирушила до Техасу, де мала намір створити організацію TWAT (Texas Whores And Tricks). Під час подорожі до Техасу її машина зламалася в Тусоні, штат Аризона. Під час перебування в Тусоні вона відповіла на невеличку рекламу художника Денніса Вільямса, який проводив щотижневі 2-годинні комедійні програми на західному міжнародному телебаченні Тусона. Лі приєдналася до шоу, створила та розробила для нього кількох персонажів. Через два роки Лі вирішила, що їй потрібна більш богемна обстановка, щоб розвинути свою індивідуальність, і повернулася до Сан-Франциско.
Повернувшись до Сан-Франциско, Лі приєдналася до організації, яка бореться зі СНІДом «Громадяни за медичну справедливість» та організувала демонстрації та прес-конференції. Вона також співпрацювала з Сестрами вічного потурання.
Лі знімає відео з 1985 р. та отримує нагороди від Американського інституту кіномистецтва за «Так означає так», «Ні означає ні». Фестиваль фільмів та мистецтв сексуальних працівниць у Сан-Франциско був заснований Лі в 1999 році, де вона також є співавторкою з Ерікою Еленою та Джовелін Річардс.
З 1993 р. Лі була однією з основних вкладниць у Робочу групу з проституції в Сан-Франциско, доповідь якої закликає до декриміналізації проституції, була опублікована в 1996 р.
У 2006 році Лі отримала грант Фонду творчої праці на створення у співпраці з Центром сексу та культури медіатеки.
На даний момент Лі живе в Сан-Франциско і є бісексуалкою.

## Термін
Їй приписують впровадження терміну «секс-працівник»  на конференції Жінки проти насильства в порнографії та медіа наприкінці 1970-х. Раніше використовувалася термінологія «Індустрія використання сексу». Фраза її турбувала, оскільки вона об'єктивувала повій. Вона запропонувала перейменувати цю панель у «Індустрію сексуальної праці» і почала використовувати цей термін у своїх п'єсах до того, як вперше було опубліковано «секс-працівник», яке з'явилося в газеті Associated Press 1984 року. Вона пояснює це в есе під назвою «Винайдення секс-роботи»:
«Я винайшла секс-роботу. Не діяльність, звичайно. Термін. Цей винахід був мотивований моїм бажанням узгодити мої феміністичні цілі з реальністю мого життя та життям жінок, яких я знала. Я хотіла створити атмосферу толерантності всередині і за межами жіночого руху щодо жінок у секс-індустрії».

## Праці

### Книги
- Leigh, Carol (2004). Unrepentant Whore: The Collected Writings of Scarlot Harlot. San Francisco: Last Gasp. ISBN 9780867195842. Архів оригіналу за 14 травня 2021. Процитовано 14 Травня 2021.

### В кіно
WorldCat 
- Annie Sprinkle's amazing world of orgasm (2004)
- Annie Sprinkle's Herstory of porn: reel to real
- Dr. Annie Sprinkle's How to be a sex goddess in 101 easy steps (1992)
- Mutantes : féminisme porno punk = Punk porn feminism (2011) (in French)
- Mutantes : punk porn feminism (2011)
- Our bodies, our minds (2005)
- Released : 5 short videos about women and prison (2001)
- Sphinxes without secrets : women performance artists speak out (1991)
- Straight for the money : interviews with queer sex workers (1994)

### Виготовлено відео
Державний університет Західного Коннектикуту
- Die Yuppie Scum (1989) 30 min
- Outlaw Poverty, Not Prostitutes (1989) 21 min
- Safe Sex Slut (1987) 30 min
- Spiritual Warfare: The G.H.O.S.T.* Campaign (1990) 28 min
- Taking Back the Night (1990) 28 min
- Whores and Healers (1990) 28 min
- Yes Means Yes, No Means No (1990) 8 min
- Whore in the Gulf (1991) 30 min

## Дивитися також
- ACT UP